# راهپیمایی سکوت

راهپیمایی سکوت در ۱۹۱۷ در نیویورک

راهپیمایی اعتراضی سکوت سیاه‌پوستان که معمولاً با عنوان راهپیمایی سکوت (به انگلیسی: Silent Parade) شناخته می‌شود، حرکت اعتراضی سیاسی در شهر نیویورک در ۲۸ ژوئیه ۱۹۱۷ با سکوت هشت الی ده هزار نفر از سیاه‌پوستان آمریکا بود که از خیابان پنجم شروع و تا خیابان پنجاه و هفتم نیویورک، ادامه داشت. این تظاهرات توسط انجمن ملی پیشرفت رنگین‌پوستان، کلیسا و رهبران اجتماعی برای اعتراض به رفتار خشونت‌آمیز علیه سیاه‌پوستان آمریکا در پی لینچ کردن در ویکو و ممفیس برپا گردید.